# Roger Martin du Gard
Roger Martin du Gard (23 tháng 3 năm 1881 – 23 tháng 8 năm 1958) là nhà văn, nhà viết kịch Pháp đoạt giải Nobel Văn học năm 1937.

## Tiểu sử
Roger Martin du Gard sinh ở Neuilly-sur-Seine, ngoại ô Paris trong một gia đình viên chức khá giả có mấy đời làm luật sư. Năm 1906, sau khi tốt nghiệp trường Cao đẳng Lưu trữ (E'cole des Charter), ông tiếp tục nghiên cứu tâm thần học tại Paris. Năm 1908, trong vài tuần lễ ông viết xong và cho xuất bản cuốn sách đầu tiên có tựa đề Devenir (Trở thành) nhưng không mấy thành công. Ông chỉ thật sự nổi tiếng vào năm 1913, khi cho in cuốn Jean Barois, thể hiện sự giằng co giữa tín ngưỡng và khoa học trong tư tưởng con người, khẳng định lý tưởng dân chủ và nhân đạo.
Trong Chiến tranh thế giới thứ nhất, ông phục vụ trong quân đội Pháp ở mặt trận phía Tây. Từ năm 1920, sau khi giải ngũ, ông bắt đầu một cuộc sống ẩn dật ở trang trại, không tham gia vào các trào lưu văn học đương thời mà chỉ chú tâm vào công việc sáng tác tiểu thuyết, lao động nghệ thuật kiên trì, công phu. Hàng loạt tác phẩm có giá trị đã ra đời trong giai đoạn này, mà lớn nhất là bộ tiểu thuyết Les Thibault (Gia đình Thibault, 1922-1940), gồm 12 tập, 8 quyển, dựng lại lịch sử một gia tộc và bối cảnh xã hội Pháp trước Chiến tranh thế giới thứ nhất.
Năm 1936, ông được trao giải thưởng Văn học Paris cho tác phẩm L'Eté 1914 (Mùa hè năm 1914), tập 7 trong bộ Les Thibault; và năm sau, 1937, ông nhận được giải Nobel. Trong những năm Chiến tranh thế giới thứ hai, du Gard tham gia các hoạt động yêu nước, chống phát xít. Trong các tác phẩm cuối đời (Notes sur André Gide, Souvenirs autobiographiques et litteraires), ông tiếp tục lên tiếng ủng hộ nền nghệ thuật hiện thực chủ nghĩa. 
Roger Martin du Gard qua đời vì một cơn đau tim năm 77 tuổi.

## Tác phẩm
- Devenir (Trở thành, 1909), tiểu thuyết
- Jean Barois (1913), tiểu thuyết
- Les Thibault (Gia đình Thibault, 1922-1940), tiểu thuyết, 12 tập, 8 quyển
- Le testament du père Leleu (Chúc thư của cha Leleu, 1920), tiểu thuyết
- La gonfle (Bệnh phù, 1928), truyện
- Confidence africaine (Bí mật châu Phi, 1931), tiểu thuyết
- Un tacitume (Người trầm lặng, 1932), kịch
- Vileille France (Nước Pháp già cỗi, 1933), truyện vừa
- Notes sur André Gide (Ghi chép về André Gide, 1951), kí
- Souvenirs autobiographiques et litteraires (Hồi ức văn học và tự truyện, 1955)
- Les souvenirs du colonel Maumont (Nhật ký của đại tá Maumont, 1940-1958), tiểu thuyết viết dở